# Luis Fortuño
Luis Guillermo Fortuño Burset (San Juan, 31 de octubre de 1960) es un abogado corporativo puertorriqueño. Fue el noveno gobernador del Estado Libre Asociado de Puerto Rico desde 2009 a 2013, expresidente del  Partido Nuevo Progresista (PNP), miembro del Partido Republicano. El licenciado Fortuño fue elegido gobernador del Estado Libre Asociado de Puerto Rico el 4 de noviembre de 2008, por una ventaja electoral de 224,892 votos representando un 52.78%. En 2012, Fortuño aspiró a un segundo término como candidato a gobernador de Puerto Rico para el periodo 2012-2016, siendo derrotado el 6 de noviembre de 2012 por Alejandro García Padilla.

## Formación y trayectoria
Cursó estudios en el Colegio Marista de Guaynabo, donde se graduó con honores en mayo de 1978. Obtuvo un bachillerato en la Escuela de Servicio Extranjero de la Universidad de Georgetown, en Washington D. C. en 1982, y cursó sus estudios en derecho en la Universidad de Virginia, de donde se graduó en 1985. Durante este período, fue interno en la Administración de Asuntos Federales de Puerto Rico en Washington (PRFAA, por sus siglas en inglés). Asimismo, cofundó la Asociación de Estudiantes Estadistas de Puerto Rico y estuvo activo en organizaciones juveniles que favorecían la estadidad para Puerto Rico.

## Carrera política

### Servicio Público
Incursionó en el servicio público en el 1993 como Director Ejecutivo de la Compañía de Turismo de Puerto Rico. En el 1994, se convirtió además en el primer secretario del Departamento de Desarrollo Económico y Comercio. Durante este periodo, fue miembro de un sinnúmero de Juntas de Gobierno en diferentes Corporaciones Públicas. Posteriormente, regresó a la práctica privada de la abogacía, hasta el 2003.

### Comisionado residente de Puerto Rico
En las elecciones generales del 2004, fue elegido comisionado residente en la Cámara de Representantes de los Estados Unidos, y por primera vez en la historia de Puerto Rico, ocupó la posición con un gobernador del partido contrario. Durante sus cuatro años en la Capital Federal, obtuvo la cantidad récord de $835 millones en asignaciones congresionales para proyectos de infraestructura en la Isla.

## Gobernador del Estado Libre Asociado de Puerto Rico
Luis Fortuño fue elegido gobernador el 4 de noviembre de 2008, obteniendo la cifra de votos más alta en la historia de Puerto Rico. Como gobernador, Fortuño es miembro de la Asociación Nacional de Gobernadores (NGA), así como la Asociación de Gobernadores del Sur.

### Política económica
En su administración hereda una nómina gubernamental de más de 300,000 empleados públicos, siendo esto muy alto en comparación con los Estados Unidos. El entonces gobernador Fortuño comienza a tomar medidas económicas y presupuestarias ante la crisis fiscal que enfrentaba el territorio.
En la situación compleja del déficit presupuestario, las casas acreditadoras amenazaron con poner el crédito de Puerto Rico a niveles muy bajos. El gobernador Fortuño comienza a tomar medidas para tratar de enderezar el presupuesto de Puerto Rico. En horas de la tarde del 3 de marzo de 2009, mediante un mensaje de 30 minutos pregrabado y difundido por varias emisoras de televisión y radio de Puerto Rico, el gobernador Luis Fortuño explicó su plan para restablecer la economía local mediante cuatro medidas, enfocándose en reducir el gasto público y estimular la economía de la isla. Como parte de los anuncios, mencionó el Plan de Estímulo Económico Criollo (PEC), dirigido a traer proyectos de infraestructura en los 78 municipios. Entre los objetivos anunciados en el mensaje se incluyen: divulgar alivios y bonos a los pensionados, ayudar a familias que no pueden pagar su casa o que quieren adquirir una nueva vivienda y promover Alianzas Público Privadas que generen empleos. Detalles de cómo se concretizarían estas medidas no fueron provistos en el mensaje ni en las conferencias de prensa subsiguientes.
Por otro lado, mencionó medidas de reducción de gastos gubernamentales, incluyendo una orden ejecutiva de disminuir los salarios de jefes de agencia en un 10% y los gastos en salarios de confianza en un 16%. Estas medidas fueron acompañadas meses después por una Orden Ejecutiva que obligó la reducción de contratos por agencias en un 16%.
En el mensaje también se mencionó un programa de reducción de nómina gubernamental. Luego de meses de reducción en gastos y ventanas de retiro incentivadas, el gobernador confirmó el despido de cerca de 30,000 empleados públicos. El gobierno acompañó el anuncio con una campaña agresiva para conseguirle empleos a los cesanteados en el sector privado y/o ofrecerles vales educativos que les permitan adiestrarse en otras labores.

Escudo atribuido como caballero de la Orden de Isabel la Católica.

## Críticas y opinión pública
A pesar de esta alternativa, los servicios que se les ofreció a los censanteados careció de un servicio de calidad y según la opinión pública fue altamente inefectivo. Según estipulado en la Ley 7, los despidos se llevaron a cabo por cantidad de años, las personas con menos de diez años en el trabajo fueron cesanteados, recortando más de 11,699 (Según el informe publicado en la Cámara de Representantes en febrero de 2013) empleos públicos. La Ley 7 trajo como consecuencia el recorte de múltiples agencias del gobierno como el despido de conserjes en las escuelas y el despido de empleados en compañías sin fines de lucro como el cuido de la vejez. Las protestas y expresiones de descontento que han surgido contra la Ley 7 han sido numerosas. Van desde incidentes individuales de hostilidad hasta demostraciones en masa. En el primer caso, es notable el incidente donde un “tipo común” le lanzó un huevo al gobernador, días después del incidente “tipo común” fue dejado libre sin tiempo de prisión alguna. En el segundo caso, es notable el paro general llevado a cabo el 15 de octubre de 2009, dirigido por grupos de diferentes partidos y de oposición a las políticas económicas de la Administración. La demostración contó con el apoyo del público general,Y fue elogiada por los mismos grupos religiosos y del partido de oposición. Un suceso de gran importancia y controversia fue cuando el secretario de la gobernación Marcos Rodríguez Emma llamó a los padres y madres de familia que perdieron su trabajo terroristas, contradiciendo la constitución que reitera la libre expresión del ciudadano. Debido a la Ley 7 y otros bajos en la administración, el gobernador Luis Fortuño fue otorgado con una F en las últimas encuestas del periódico El Nuevo Día. 

### Familia y vida privada
Fortuño está casado con Lucé Vela y es padre de los trillizos María Luisa, Guillermo, y Luis Roberto.

## Reconocimientos Profesionales
Entre los reconocimientos profesionales que ha recibido figuran:
- Servidor Público del Año en 1994 por la Cámara de Comercio de Puerto Rico.
- Ejecutivo Distinguido en 1994 por la Asociación de Ejecutivos de Ventas y Mercadeo de Ponce y la región sur de Puerto Rico.
- Servidor Público del Año en 1995 por la Industria de Mercadeo y la Asociación de Productos de Alimento y Bebidas de Puerto Rico.
- Hombre del Año en 1996 por el Caribbean Business.

## Juntas Directivas
Ha servido en numerosas juntas de directores incluyendo: el Sistema Universitario Ana G. Méndez y el Museo de Arte de Puerto Rico. Además, es miembro del Instituto Americano de Leyes y del Instituto Urbano de Tierras.